# Дональд Карч'єрі
Дональд Л. «Дон» Карч'єрі (англ. Donald L. «Don» Carcier; нар. 16 грудня 1942, Іст-Гринвіч, Род-Айленд) — американський політик-республіканець. Був губернатором штату Род-Айленд з 2003 по 2011. Належить до помірного крила Республіканської партії.
Його батько — італоамериканець, а мати — американська шведка. Карч'єрі вивчав міжнародні відносини в Університеті Брауна в Провіденсі. Після здобуття освіти, працював учителем математики у школах Ньюпорта, Род-Айленд і Конкорда, Массачусетс. Пізніше став банкіром і бізнесменом, і обійняв посаду виконавчого віце-президента банку Old Stone Bank.
У 1981 році Карч'єрі і його родина переїхали до Кінгстона, Ямайка, де він працював у Католицькій службі допомоги. Два роки опісля він повернувся до Род-Айленду і став топ-менеджером компанії Cookson Group. З часом Карч'єрі став співдиректором компанії й головним виконавчим директором дочірньої компанії Cookson America. На прохання Карч'єрі компанія перенесла американську штаб-квартиру до Провіденса.